# Nowy cmentarz żydowski w Ciechanowcu
Nowy cmentarz żydowski w Ciechanowcu – kirkut mieści na północny wschód od miasteczka. Nie wiadomo kiedy dokładnie powstał najprawdopodobniej ok. 1850 Obecnie obszar nekropolii jest porasta las. Zachowało się około 30 macew. Kirkut ma powierzchnię 1,6 ha.
Informacje na temat historii Żydów mieszkających w Ciechanowcu znajdują się w „Księdze Pamięci”.